# Trum (Maschinenbau)

Illustration

Als Trum (das Trum; Plural: die Trume oder die Trümer) wird im Maschinenbau ein Teil oder Zweig eines umlaufenden, Zugkraft ausübenden Bauteils bezeichnet. Allgemein bezeichnet es den Teil einer Anordnung, der von einem zentralen Ort weg- oder zu ihm hinführt. Der Begriff hat sich in vielen Fachsprachen mit den Bedeutungen offen, nicht aufliegend, nicht unterstützt, nicht angetrieben, ohne Ende, locker …  etabliert.

„Trum (Mehrz. Trümmer), im Maschinenbau ein Teil oder Zweig eines laufenden Zugorgans (Kette, Seil, Riemen, Band). Man unterscheidet z. B. das ziehende Riemen- oder Seiltrum von dem gezogenen (s. Riementrieb und Seiltrieb).“

Demnach ist ein Trum ein freier, nicht aufliegender Abschnitt eines Riemens, einer Kette oder eines Seiles, z. B. in einem Riemengetriebe oder einem Förderband.
Ein Seiltrum ist das Ende eines Seiles, welches nicht befestigt ist und nachgeführt wird.
Das Lasttrum oder Zugtrum ist die Seite der Kette, des Seiles oder Riemens, welche gezogen wird und stramm ist; zugleich das Arbeitstrum.
Ein Leertrum ist das lose, nicht gezogene und durchhängende Trum.
Im Bäckereimaschinenbau wird in Automatiklinien bei Gärschränken und Backöfen auch von Ober- oder Untertrum gesprochen.